# Gynandromorphus
Gynandromorphus is een geslacht van kevers uit de familie van de loopkevers (Carabidae). De wetenschappelijke naam van het geslacht is voor het eerst geldig gepubliceerd in 1829 door Dejean.

## Soorten
Het geslacht Gynandromorphus is monotypisch en omvat slechts de volgende soort:
- Gynandromorphus etruscus Quensel, 1806